# Gloeomucro chlorinus
Gloeomucro chlorinus är en svampart som beskrevs av R.H. Petersen 1980. Gloeomucro chlorinus ingår i släktet Gloeomucro och familjen Hydnaceae.   Inga underarter finns listade i Catalogue of Life.